# Resolutie 269 Veiligheidsraad Verenigde Naties
Resolutie 269 van de Veiligheidsraad van de Verenigde Naties werd door de leden van de Veiligheidsraad goedgekeurd op 12 augustus 1969. Elf stemden
voor en vier kozen voor de onthouding: Finland, Frankrijk, het Verenigd Koninkrijk en de Verenigde Staten. De resolutie riep Zuid-Afrika op Zuidwest-Afrika te verlaten.

## Achtergrond
Zuid-Afrika had na de Eerste Wereldoorlog een mandaat gekregen om Zuidwest-Afrika, het huidige Namibië, te besturen. Daar kwam tegen de jaren zestig verzet tegen. Zeker nadat Zuid-Afrika een politiek van apartheid begon te voeren, kwam er ook internationaal verzet, en in 1968 beëindigde de Verenigde Naties het mandaat. Zuid-Afrika weigerde Namibië te verlaten en hun verdere aanwezigheid werd door de VN illegaal verklaard.

## Inhoud
De Veiligheidsraad:
- Herinnert aan resolutie 264.
- Neemt akte van het rapport van secretaris-generaal U Thant.
- Denkt aan zijn verantwoordelijkheid om strikt toe te zien op de naleving van de verplichtingen van de lidstaten.
- Denkt ook aan zijn verantwoordelijkheden onder artikel °6 van het Handvest van de Verenigde Naties.

1. Bevestigt resolutie 264.
2. Veroordeelt Zuid-Afrika vanwege zijn weigering om te voldoen aan resolutie 264 en het tarten van de autoriteit van de VN.
3. Beslist dat de voortdurende bezetting van Namibië een aantasting van de autoriteit van de VN, een schending van de territoriale integriteit en een miskenning van soevereiniteit voor het volk van Namibië is.
4. Erkent de legitimiteit van de strijd van het Namibische volk tegen de illegale aanwezigheid van Zuid-Afrika.
5. Roept Zuid-Afrika op om zijn administratie ten laatste op 4 oktober uit het territorium terug te trekken.
6. Beslist verdere maatregelen te overwegen als Zuid-Afrika niet aan deze resolutie voldoet.
7. Roept alle landen op geen zaken te doen met de overheid van Zuid-Afrika waar deze zich voordoet te handelen in naam van Namibië.
8. Vraagt alle landen hun morele en materiële steun aan de strijd van het Namibische volk tegen de bezetting op te drijven.
9. Vraagt de secretaris-generaal de uitvoering van deze resolutie nauw op te volgen en hierover zo snel mogelijk te rapporteren.
10. Beslist van de zaak op de hoogte te blijven.

## Verwante resoluties
- Resolutie 246 Veiligheidsraad Verenigde Naties
- Resolutie 264 Veiligheidsraad Verenigde Naties
- Resolutie 276 Veiligheidsraad Verenigde Naties
- Resolutie 283 Veiligheidsraad Verenigde Naties

Lijst ·  263 ·  264 ·  265 ·  266 ·  267 ·  268 ·  269 ·  270 ·  271 ·  272 ·  273 ·  274 ·  275